# Die Schweizermacher
„Die Schweizermacher“ е швейцарски филм от 1978 година, комедия на режисьора Ролф Лиси по негов собствен сценарий.
В центъра на сюжета са начинаещ служител и неговият опитен ръководител от швейцарската имиграционна администрация, които провеждат наблюдение на различни хора, кандидатстващи за швейцарско гражданство. Главните роли се изпълняват от Емил Щайнбергер, Вало Люйонд, Беатрис Кеслер.